# Mesoborus crocodilus
Mesoborus crocodilus är en fiskart som beskrevs av Pellegrin, 1900. Mesoborus crocodilus ingår i släktet Mesoborus och familjen Distichodontidae. IUCN kategoriserar arten globalt som livskraftig. Inga underarter finns listade i Catalogue of Life.